# Nārast
Nārast (persiska: نارست) är en ort i Iran.   Den ligger i provinsen Västazarbaijan, i den nordvästra delen av landet, 500 km väster om huvudstaden Teheran. Nārast ligger 1 501 meter över havet och antalet invånare är 115.
Terrängen runt Nārast är huvudsakligen kuperad, men västerut är den bergig. Runt Nārast är det ganska tätbefolkat, med 80 invånare per kvadratkilometer. Närmaste större samhälle är Banī Khalaf, 2,7 km sydväst om Nārast. Trakten runt Nārast består i huvudsak av gräsmarker.